# Ельбрус-8С
Ельбрус-8С — російський багатоядерний процесор серверного класу, з архітектурою «Ельбрус», призначений для вирішення обчислювально-інтенсивних задач і для створення багатопроцесорних та багатомашинних систем терафлопного класу продуктивності.

## Історія
Метою роботи конструкторів МЦСТ була розробка гетерогенного мікропроцесора з піковою продуктивністю більше 150 Gflops на базі високопродуктивних 64-розрядних процесорних ядер.

## Опис
Мікропроцесор Ельбрус-8С — повністю російська розробка. Проте серійне виробництво, що заплановане на 2016 рік, буде виконуватись на Тайвані на фабриці TSMC. Кристал мікропроцесора спроектований по технології 28 нм, має 8 процесорних ядер з поліпшеною 64-розрядною архітектурою Ельбрус 3-го покоління, кеш-пам'ять 2-го рівня загальним обсягом 4 мегабайта і 3-го рівня об'ємом 16 мегабайт.
Архітектура «Ельбрус» розроблена в Росії і має ряд унікальних особливостей:
- можливість виконувати на кожному ядрі до 25 операцій за один машинний такт, що забезпечує високу продуктивність при помірній тактовій частоті;
- технологія динамічної двійкової трансляції, що дозволяє забезпечувати ефективне виконання додатків та операційних систем, які розповсюджуються в двійкових кодах x86;
- підтримка режиму захищених обчислень з особливим апаратним контролем цілісності структури пам'яті, який дозволяє забезпечити високий рівень інформаційної безпеки програмних систем, що його використовують.

Базовою операційною системою для платформи Ельбрус є ОС «Ельбрус», побудована на базі ядра Linux.

## Технічні характеристики
| Тактова частота                                                                   | 1300 МГц            |
| Число ядер                                                                        | 8                   |
| Пікова продуктивність мікросхеми, Gflops (64 розряди, подвійна точність)          | 125                 |
| Пікова продуктивність мікросхеми, Gflops (32 розряди, одинарна точність)          | 250                 |
| Кеш-пам'ять 2-го рівня                                                            | 8 * 512 КБ          |
| Кеш-пам'ять 3-го рівня                                                            | 16 МБ               |
| Організація оперативної пам'яті                                                   | DDR3-1600 ECC       |
| Кількість контролерів пам'яті                                                     | 4                   |
| Можливість об'єднання в багатопроцесорну систему з когерентною загальною пам'яттю | До 4 процесорів     |
| Канали міжпроцесорного обміну                                                     | 3, Канали дуплексні |
| Пропускна здатність кожного каналу міжпроцесорного обміну                         | 8 ГБ/сек            |

## Застосування
На базі мікропроцесора Ельбрус-8С планується організувати масове виробництво серверів, робочих станцій та інших засобів обчислювальної техніки, призначених для застосування в російських державних установах та бізнес-структурах, що пред'являють підвищені вимоги до інформаційної безпеки, а також для застосування в області високопродуктивних обчислень, обробки сигналів, телекомунікації. Інженерні зразки 4-процесорного сервера на базі процесорів Ельбрус-8С з продуктивністю 1 терафлопс будуть виготовлені наприкінці 2014 року.